# لازارو بوريل
لازارو بوريل (بالإسبانية: Lázaro Borrell)‏ مواليد 20 سبتمبر 1972 في سانتا كلارا، هو لاعب كرة سلة كوبي. بدأ مسيرته الاحترافية في سنة 1993. يحمل الرقم 11. يبلغ طوله 6 قدم 8 بوصة (2.0 م). اعتزل اللعب في 2009.

## المسيرة الاحترافية
لعب مع سياتل سوبرسونيكس في موسم 1999–2000، ثم لعب مع أوبراس سانيتارياس في الدوري الأرجنتيني من سنة 2002 إلى 2005، ثم لعب مع أوبراس سانيتارياس من سنة 2007 إلى 2009.

## روابط خارجية
- لازارو بوريل على موقع الاتحاد الدولي لكرة السلة (الإنجليزية)
- لازارو بوريل على موقع سبورتس رفرنس (الإنجليزية)
- لازارو بوريل على موقع كرة السلة الأوروبية.كوم (الإنجليزية)
- لازارو بوريل على موقع ريلجم (الإنجليزية)
- لازارو بوريل على موقع بروبوليرز (الإنجليزية)